# 좌항초등학교 축구부
좌항초등학교 축구부(영어: Jwahang Elementary School Football Club)는 대한민국 경기도 용인시에 있는 초등학교 축구부이다. 좌항초등학교가 운영하는 축구부로, 2002년에 창단 되었다.

## 참고 자료
- “KFA 통합경기정보 시스템”. 대한축구협회.

## 같이 보기
- 좌항초등학교